# Pitirim (Tvorogov)
Pitirim (světským jménem: Konstantin Viktorovič Tvorogov; * 7. června 1967, Zagorsk) je ruský duchovní Ruské pravoslavné církve a biskup skopinský a šacký.

## Život
Narodil se 7. června 1967 v Zagorsku (dnes Sergijev Posad).
Po střední škole č. 11 v rodném městě nastoupil na fakultu ruského jazyka a literatury Moskevského oblastního pedagogického institutu. Během studia absolvoval povinnou vojenskou službu, kterou vykonával v Mongolsku. Roku 1991 dokončil studium. Stal se učitelem ruského jazyka a literatury střední školy č. 19 v Sergijev Posadu.
Od roku 1997 sloužil jako čtec v chrámu Životodárné Trojice na Pjatnickém hřbitově v Moskvě. Od listopadu 1999 do června 2000 byl pomocníkem v monastýru Svaté Trojice v Hebronu.
Roku 2000 nastoupil na Moskevský duchovní seminář a roku 2004 pokračoval ve studiu na Moskevské duchovní akademii.
Dne 22. dubna 2005 byl arcibiskupem verejským Jevgenijem (Rešetnikovem) postřižen na monacha se jménem Pitirim a 11. září byl rukopoložen na jerodiákona. Stejného roku se stal referentem rektora Moskevských duchovních škol.
Dne 12. března 2006 byl rukopoložen na jeromonacha.
Od roku 2008 přednášel na akademii homiletiku. V letech 2009–2010 učil cizince ruský jazyk a od roku 2011 začal přednášet homiletiku také na Pravoslavné humanitní univerzitě svatého Tichona.
Dne 20. dubna 2008 mu bylo uděleno právo nosit nabedrennik.
Dne 26. července 2012 jej Svatý synod zvolil biskupem dušanbeckým a tádžikistánským. O tři dny později byl povýšen na archimandritu. Dne 31. července byl oficiálně jmenován biskupem a 1. srpna proběhla v Divejevském monastýru jeho biskupská chirotonie. Hlavním světitelem byl patriarcha moskevský a celé Rusi Kirill.
Dne 30. srpna 2019 byl osvobozen od funkce biskupa dušanbeckého a ustanoven biskupem zvenigorodským, vikářem patriarchy moskevského a celé Rusi. Stejného dne se stal rektorem Moskevského duchovního semináře a akademie.
Dne 25. srpna 2020 byl ustanoven biskupem skopinským a šackým.